# ステキブンゲイ
ステキブンゲイは、ステキコンテンツ合同会社が運営する小説投稿サイトである。

## 概要
ステキコンテンツ合同会社の代表である小説家の中村航が中心となり、2020年3月30日にオープンした小説投稿サイト。
すでに存在する小説投稿サイトの多くが、ライトノベルを中心とした作品で構成されているのに対し、一般文芸・ライト文芸と類される作品の投稿を呼びかけていることが特徴。また、アマチュアとプロの作品の両方を掲載していることもサイトの特徴として上げている。YouTubeチャンネル「ステキチャンネル」によるプロモーションも行っている。

## 書籍
ステキコンテンツ合同会社が運営する出版社「ステキブックス」より、ステキブンゲイに掲載された作品が書籍化されている。

### 一般書籍
- 叶わない恋を叶える方法（いぬじゅん著 2020年11月）
- 僕らは風に吹かれて（河邉徹著 2021年3月）

### 電子書籍
- 味噌川くんとあたし（榎本まう著 2020年10月）
- 小夏のブルペン（皐月ハル著 2020年10月）
- 羊を数えてもダメなこと（千楓著 2020年10月）
- あおいはしの、その先の（スミレ紺著 2020年10月）
- 「この一文に続け」作品集　～たんたんたん編～（ステキブンゲイ編 2020年10月）
- コットンキャンディのネコと、幸せの１LDKについて（藍澤李色著 2021年6月）
- ANME　～スマホの中の失踪少女～（菱川あいず著 2021年6月）
- 「この一文に続け」作品集　～ひさしぶり、と彼女は言った編～（ステキブンゲイ編 2021年6月）

## コンテスト
第一回ステキブンゲイ大賞
2020年3月30日〜2020年10月31日。
大賞：該当者なし
優秀賞：『正直な空白』一ノ瀬 縫
『四度目のうぶごえ』森春子
読者賞：『生きてほしいに決まってる』作道雄
第二回ステキブンゲイ大賞
2021年3月30日〜2021年10月31日。
「この一文に続け！」第一弾
ステキブンゲイのオリジナル企画。
「この一文に続け！」第二弾
ディプント銀座三丁目とのコラボレーション企画。
あるあるジャパンコラボコンテスト
「あるあるジャパン」とのコラボレーション企画。
フューチャーコミックス大賞
大賞：『鼓膜が溶ける声』根本美佐子